# Dismorphia lelex
Dismorphia lelex is een vlindersoort uit de familie van de Pieridae (witjes), onderfamilie Dismorphiinae.
Dismorphia lelex werd in 1869 beschreven door Hewitson.